# Trypauchen
Trypauchen is een geslacht van straalvinnige vissen uit de familie van grondels (Gobiidae).

## Soorten
- Trypauchen pelaeos Murdy, 2006
- Trypauchen raha Popta, 1922
- Trypauchen taenia Koumans, 1953
- Trypauchen vagina (Bloch & Schneider, 1801)